# Trutnov hlavní nádraží
Trutnov hlavní nádraží (Trutnov főpályaudvar) egy csehországi vasútállomás, Trutnov városban, a központtól északra.

## Vasútvonalak
Az állomást az alábbi vasútvonalak érintik:
- Jaroměř–Trutnov-vasútvonal
- Chlumec nad Cidlinou–Trutnov-vasútvonal
- Trutnov–Svoboda nad Úpou-vasútvonal
- Trutnov–Teplice nad Metují-vasútvonal
- Trutnov–Královec–Lubawka/Žacléř-vasútvonal

## Szomszédos állomások
A vasútállomáshoz az alábbi állomások vannak a legközelebb:
- Trutnov střed (Jaroměř, Jaroměř–Trutnov-vasútvonal)
- Trutnov-Volanov (Chlumec nad Cidlinou, Chlumec nad Cidlinou–Trutnov-vasútvonal)
- Trutnov-Zelená Louka (Svoboda nad Úpou, Trutnov–Svoboda nad Úpou-vasútvonal)
- Trutnov střed (Žacléř, Trutnov–Královec–Lubawka/Žacléř-vasútvonal)
- Trutnov střed (Teplice nad Metují, Trutnov–Teplice nad Metují-vasútvonal)

## Fordítás
- Ez a szócikk részben vagy egészben  a   Trutnov hlavní nádraží című lengyel Wikipédia-szócikk fordításán alapul.  Az eredeti cikk szerkesztőit annak laptörténete sorolja fel. Ez a jelzés csupán a megfogalmazás eredetét és a szerzői jogokat jelzi, nem szolgál a cikkben szereplő információk forrásmegjelöléseként.